# Ninfa Deándar
Ninfa María Deándar Martínez (Nuevo Laredo, 16 de noviembre de 1940) es una periodista mexicana. Es directora general del periódico El Mañana establecido en Nuevo Laredo. 

## Trayectoria
Deándar tenía 8 años cuando su padre fundó el periódico El Mañana. Asumió la dirección de ese diario en 1968 a la muerte de su padre y fundador del medio Heriberto Deándar Amador.Durante esa gestión Deándar logró consolidar el periódico como un medio de comunicación referente en la frontera norte.
Hacia 1996 enfrentó la represión política hacia el diario por parte del entonces gobernador Manuel Cavazos Lerma, lo que llevó a que Deándar fuera encarcelada por algunas horas.En esa época, según la organización Amnistía Internacional, Deándar y su familia así como los periodistas Jesús López Tapia y Raymundo Ramos fueron amenazados de muerte, hostigados y difamados debido a su labor periodística.En el contexto de estos hechos, la entonces presidenta municipal de Nuevo Laredo Mónica García Velázquez —de quien el periódico publicaba reportajes críticos— demandó a Deándar por presunta difamación.
También, enfrentó una etapa crítica en la dirección del diario durante la Guerra contra el narcotráfico en México, al ser asesinados sus reporteros José Colomina y Roberto Mora García por sus actividades periodísticas así como el ataque a sus instalaciones.El 28 de agosto de 2024 recibió un reconocimiento a su trayectoria por el Cabildo del municipio de Nuevo Laredo.
El 12 de diciembre de 2024 recibió la Medalla Belisario Domínguez otorgada por el Senado de México. El galardón le fue dado por la secretaria de Gobernación, Rosa Icela Rodríguez, quien acudió a la ceremonia en representación de la presidenta de México, Claudia Sheinbaum.

## Premios y reconocimientos
- Medalla Belisario Domínguez 2024, otorgada por el Senado de México.